# Supercopa de San Marino de futbol
La Supercopa de San Marino de futbol és una competició futbolística de San Marino que disputen els vencedors de la lliga i de la Coppa Titano. És la hereva directa del Trofeo Federale, una competició futbolística de San Marino que disputen quatre equips, els finalistes de la lliga i de la Coppa Titano.

## Palmarès
Font:

### Trofeo Federale
- 1986: SP La Fiorita (1)
- 1987: SP La Fiorita (2)
- 1988: SS Virtus (1)
- 1989: SP Libertas (1)
- 1990: SP Domagnano (1)
- 1991: SP Tre Fiori (1)
- 1992: SP Libertas (2)
- 1993: SP Tre Fiori (2)
- 1994: SC Faetano (1)
- 1995: SP Cosmos (1)
- 1996: SP Libertas (3)
- 1997: SS Folgore (1)
- 1998: SP Cosmos (2)
- 1999: SP Cosmos (3)
- 2000: SS Folgore (2)
- 2001: SP Domagnano (2)
- 2002: SP Cailungo (1)
- 2003: SS Pennarossa (1)
- 2004: SP Domagnano (3)
- 2005: SP Tre Penne (1)
- 2006: SS Murata (1)
- 2007: SP La Fiorita (3)
- 2008: SS Murata (2)
- 2009: SS Murata (3)
- 2010: SP Tre Fiori (3)
- 2011: SP Tre Fiori (4)

### Supercopa de San Marino
| Edició | Campió                                                                                  | Finalista                                                                               | Resultat                                                                                | Seu                                                                                     |
| ------ | --------------------------------------------------------------------------------------- | --------------------------------------------------------------------------------------- | --------------------------------------------------------------------------------------- | --------------------------------------------------------------------------------------- |
| 2012   | SP La Fiorita (4)                                                                       | SP Tre Penne                                                                            | 1-0                                                                                     | Fiorentino, Estadi Federico Crescentini                                                 |
| 2013   | SP Tre Penne (2)                                                                        | SP La Fiorita                                                                           | 2-1                                                                                     | Fiorentino, Estadi Federico Crescentini                                                 |
| 2014   | AC Libertas (4)                                                                         | SP La Fiorita                                                                           | 3-3 (5-4 p)                                                                             | Fiorentino, Estadi Federico Crescentini                                                 |
| 2015   | SS Folgore/Falciano (3)                                                                 | SS Murata                                                                               | 2-0                                                                                     | Fiorentino, Estadi Federico Crescentini                                                 |
| 2016   | SP Tre Penne (3)                                                                        | SP La Fiorita                                                                           | 2-1                                                                                     | Fiorentino, Estadi Federico Crescentini                                                 |
| 2017   | SP Tre Penne (4)                                                                        | SP La Fiorita                                                                           | 4-0                                                                                     | Fiorentino, Estadi Federico Crescentini                                                 |
| 2018   | SP La Fiorita (5)                                                                       | SP Tre Penne                                                                            | 1-0                                                                                     | Fiorentino, Estadi Federico Crescentini                                                 |
| 2019   | SP Tre Fiori (5)                                                                        | SP Tre Penne                                                                            | 2-1                                                                                     | Acquaviva, Estadi d'Acquaviva                                                           |
| 2020   | No es disputà per la no disputa de la Copa Titano a causa de la pandèmia de la COVID-19 | No es disputà per la no disputa de la Copa Titano a causa de la pandèmia de la COVID-19 | No es disputà per la no disputa de la Copa Titano a causa de la pandèmia de la COVID-19 | No es disputà per la no disputa de la Copa Titano a causa de la pandèmia de la COVID-19 |
| 2021   | SP La Fiorita (6)                                                                       | SS Folgore/Falciano                                                                     | 3-2                                                                                     | Acquaviva, Estadi d'Acquaviva                                                           |
| 2022   | SP Tre Fiori (6)                                                                        | SP La Fiorita                                                                           | 2-1 (prò.)                                                                              | Acquaviva, Estadi d'Acquaviva                                                           |
| 2023   | SS Virtus (2)                                                                           | SP Tre Penne                                                                            | 2-0                                                                                     | Serravalle, Estadi Olímpic de Serravalle                                                |
| 2024   | SS Virtus (3)                                                                           | SP La Fiorita                                                                           | 1-0                                                                                     | Serravalle, Estadi Olímpic de Serravalle                                                |